# Laurent Lafforgue
Laurent Lafforgue (1966) és un matemàtic francès nascut a Antony, França.
Va entrar a l'Escola Normal Superior de París en 1986. En 1994 va rebre el seu doctorat en el grup d'aritmètica aritmètica i geometria algebraica de la Universitat de París-Sud. Actualment és director de recerca en el CNRS, desvinculat de la seva plaça de professor permanent de matemàtiques a l'Institut des Hautes Études Scientifiques (IHIS) a Bures-sud-Yvette, França.
En 2002, al Congrés Internacional de Matemàtics de Pequín, Xina, va rebre la Medalla Fields juntament amb Vladímir Voievodski. Lafforgue ha fet importants contribucions al Programa Langlands en el camp de la teoria de nombres i l'Anàlisi matemàtica. Concretament va demostrar les conjectures de Langlands per 
GLn sobre camps de funcions. La contribució crucial de Lafforgue per resoldre aquesta qüestió és la construcció de compactificacions de certes piles de mòduls de shtukas. La demostració va ser el resultat de més de sis anys de treball.
Va rebre el Clay Research Award en 2000.

## Obra destacada
- Lafforgue, L. Chtoucas de Drinfeld et applications.Arxivat 2018-04-27 a Wayback Machine. [Drinfeld shtukas and applications] Proceedings of the International Congress of Mathematicians, Vol. II (Berlín, 1998). Doc. Math. 1998, Extra Vol. II, 563--570
- Lafforgue, Laurent Chtoucas de Drinfeld, formule des traces d'Arthur-Selberg et correspondance de Langlands. [Drinfeld shtukas, Arthur-Selberg trace formula and Langlands correspondence] Proceedings of the International Congress of Mathematicians, Vol. I (Beijing, 2002), 383--400, Higher Ed. Press, Beijing, 2002.